# Finschia (roślina)
Finschia Warb. – rodzaj roślin z rodziny srebrnikowatych (Proteaceae). Obejmuje co najmniej 4 gatunki występujące naturalnie od Nowej Gwinei aż po Palau i Vanuatu.

## Systematyka
Pozycja i podział rodziny według Angiosperm Phylogeny Website (aktualizowany system APG III z 2009)
Rodzaj z rodziny srebrnikowatych stanowiącej grupę siostrzaną dla platanowatych, wraz z którymi wchodzą w skład rzędu srebrnikowców, stanowiącego jedną ze starszych linii rozwojowych dwuliściennych właściwych. W obrębie rodziny rodzaj stanowi klad bazalny w plemieniu Embothrieae Rchb., 1828. Plemię to klasyfikowane jest do podrodziny Grevilleoideae Engl., 1892.
Wykaz gatunków
- Finschia carrii (Sleumer) C.T.White
- Finschia chloroxantha Diels
- Finschia ferruginiflora C.T.White
- Finschia rufa Warb.